# فالس أوكيدنتل

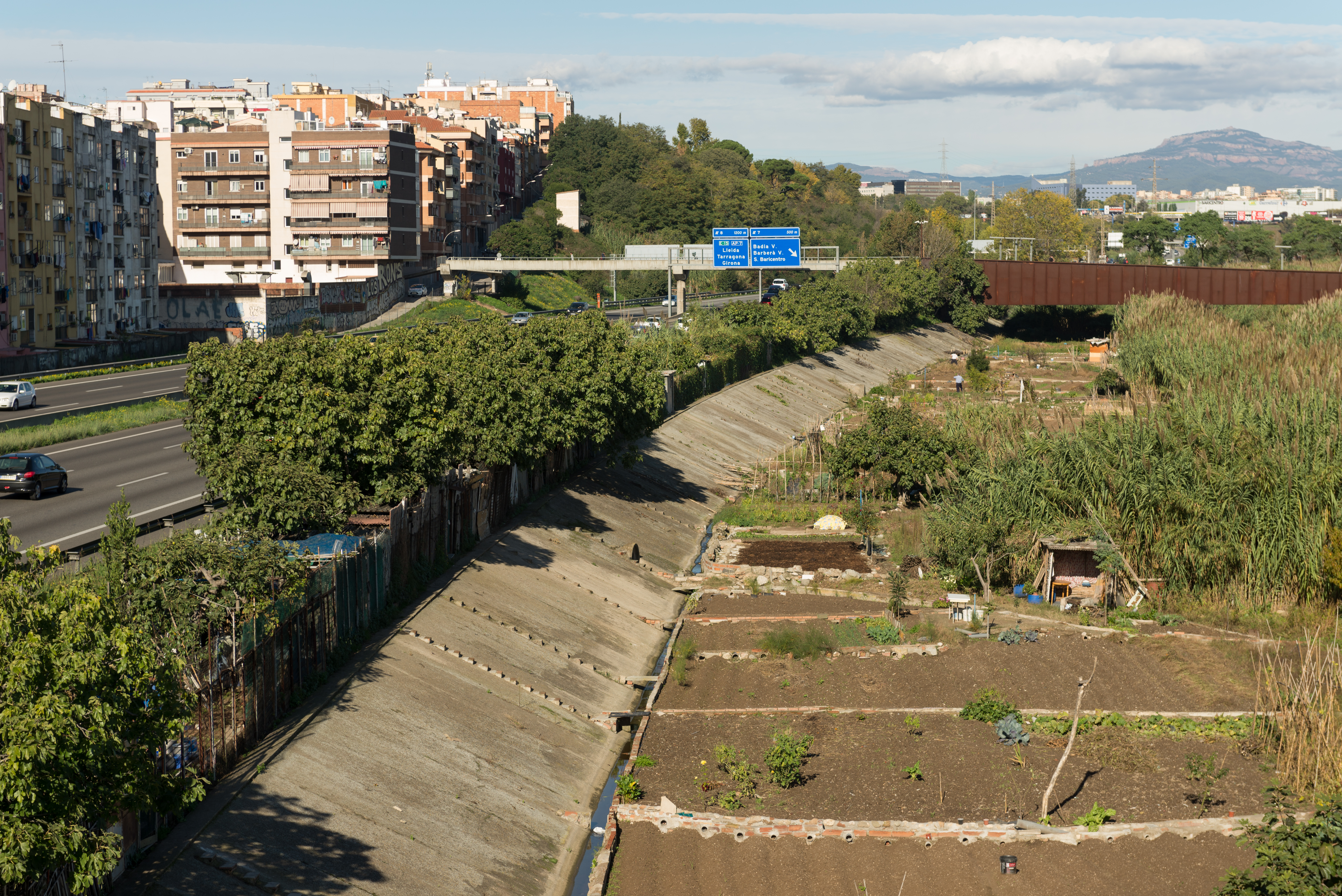
Riu Ripoll

فالس أوكيدنتل (بالإسبانية: Vallès Occidental)‏ هي منطقة سكنية تقع في مقاطعة برشلونة في إسبانيا.[بحاجة لمصدر] يقدر عدد سكانها بـ 715,181 نسمة ومساحتها 585.2 كم2 .